# 14TP
14TP, расшифровывается как 14-тонный польский (пол. 14-tonowy polski) — польский средний танк, проект которого так и не был завершён. По классификации относился к так называемым «лёгким штурмовым танкам» (пол. lekki czołg szturmowy).

## История

### Планируемые характеристики
Проект начался в 1938 году. Новый танк, который строился на базе машины 10TP, должен был значительно улучшить ходовые и боевые качества танка и уже относился к средним танкам. Толщина брони с любой стороны составляла бы уже не менее 35 мм. На танк возможно было бы ставить пушки двух типов: 37-мм орудие «Бофорс» или новое 45-мм орудие. Для улучшения скоростных характеристик планировалось поставить более мощный 12-цилиндровый двигатель (планируемая мощность от 300 до 400 л.с.). Также конструкция предусматривала, что танк будет полностью гусеничным. Остальные характеристики

### Поиски двигателя
Создание танка началось с поиска замены двигателю American la France, который не мог быть установлен на новый танк, так как ввиду большой массы двигатель позволял бы двигаться с приемлемой скоростью только по дорогам. Свои проекты предлагали инженеры из BS PZ Inż., однако все их разработки так и остались только на чертежах. Вследствие этого было принято решение закупить двигатели немецкой фирмы Maybach, мощность которых удовлетворяла запросам инженеров (300-400 л.с.).

### Остановка проекта
К концу 1938 года было завершено около 60% работы, а в марте 1939 года планировались первые испытания. Однако оказалось, что фирма отправила 2 бракованных экземпляра. Переговоры о требовании заменить неисправные двигатели на новые, более мощные двигатели зашли в тупик, что привело к остановке проекта. До начала Второй мировой войны поляки так и не договорились с фирмой о поставке двигателей. Проект остался незавершённым, а в сентябре 1939 года чертежи попали в руки немцев.

## В массовой культуре
В онлайн-игре World of Tanks является лёгким танком четвёртого уровня.
В Мобильной игре игре World of Tanks Blitz является лёгким танком 3 уровня в Европейской ветке.